# Protobothrops mucrosquamatus
Protobothrops mucrosquamatus är en ormart som beskrevs av Cantor 1839. Protobothrops mucrosquamatus ingår i släktet Protobothrops och familjen huggormar. IUCN kategoriserar arten globalt som livskraftig. Inga underarter finns listade i Catalogue of Life.
Arten förekommer i Sydostasien från nordöstra Indien och östra Kina till norra Vietnam. Den når i bergstrakter 2000 meter över havet. Protobothrops mucrosquamatus hittas även på Taiwan och Hainan. Habitatet varierar mellan skogar, buskskogar, gräsmarker och kulturlandskap.